# شهرستان سنت کلیر (ایلینوی)
شهرستان سنت کلیر، (به انگلیسی: St. Clair County) شهرستانی در ایالت ایلی‌نوی ایالات متحده امریکا و بر طبق سرشماری ۲۰۱۰ این شهرستان ۲۷۰۰۵۶ نفر جمعیت داشته‌است.

طبق سرشماری ۲۰۱۰، مساحت این شهرستان ۱۷۰۳٫۶ کیلومتر مربع وسعت داشته که از این مقدار ۲٫۴۱ درصد آب و ۹۷٫۵۹ درصد خشکی می‌باشد.

این شهرستان در ۱۷۹۰ نخستین شهرستانی بود که در ایالت ایلی‌نوی تشکیل شد. این شهرستان بنا بر درخواست آرتور سنت کلیر دولتمرد سرزمین شمالغربی تشکیل شده‌است.

## نگارخانه

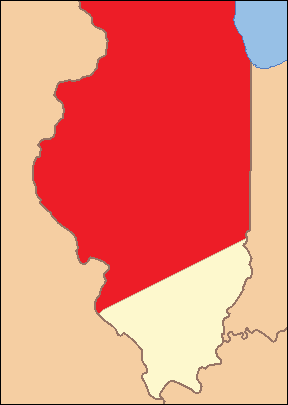
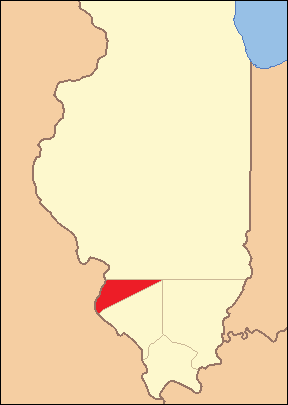
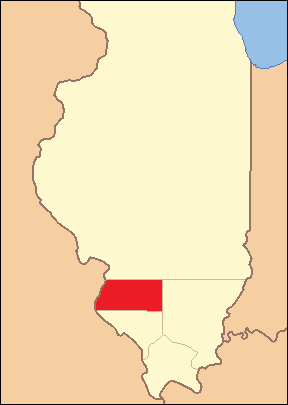
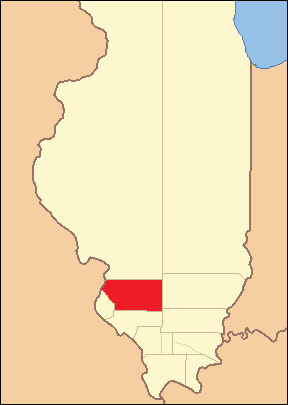
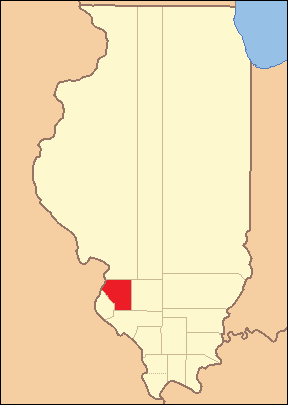
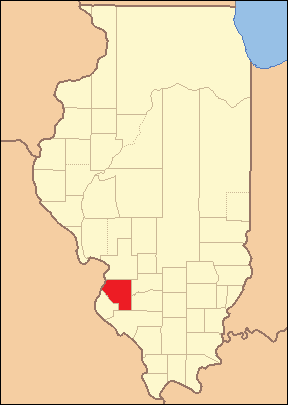
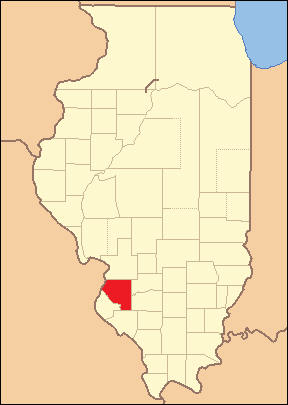

## همسایگان و راه‌ها
همسایگان این شهرستان عبارتند از:
- شمال: شهرستان مدیسن
- شمال‌شرق: شهرستان کلینتون
- شرق: شهرستان واشینگتن
- جنوب‌شرق:
- جنوب: شهرستان راندولف
- جنوب‌غرب: شهرستان مونرو
- غرب: شهرستان سنت لوییس، میزوری
- شمال‌غرب:

راه‌های اصلی این شهرستان:
1. بزرگراه میان‌ایالتی ۵۵
2. بزرگراه میان‌ایالتی ۶۴
3. بزرگراه میان‌ایالتی ۷۰
4. بزرگراه میان‌ایالتی ۲۵۵
5. بزرگراه ۴۰ ایالات متحده
6. بزرگراه ۵۰ ایالات متحده
7. جاده ۳ ایلی‌نوی
8. جاده ۴ ایلی‌نوی
9. جاده ۱۳ ایلی‌نوی
10. جاده ۱۵ ایلی‌نوی
11. جاده ۱۱۱ ایلی‌نوی
12. جاده ۱۵۶ ایلی‌نوی
13. جاده ۱۵۷ ایلی‌نوی
14. جاده ۱۵۸ ایلی‌نوی
15. جاده ۱۵۹ ایلی‌نوی
16. جاده ۱۶۱ ایلی‌نوی
17. جاده ۱۶۳ ایلی‌نوی
18. جاده ۱۷۷ ایلی‌نوی
19. جاده ۲۰۳ ایلی‌نوی

## نام برخی شهرها
- اورتون، ایلی‌نوی
- بلاویلا، ایلی‌نوی، مرکز شهرستان
- بروکلین، ایلی‌نوی
- کاهوکیا، ایلی‌نوی